# Motu e Patlu: Il re dei re
Motu e Patlu: Il re dei re (Motu Patlu: King of Kings) è un film d'animazione del 2016 diretto da Suhas Kadav.
Pellicola indiana girata in animazione digitale prodotta da Ketan Mehta. Il film è il primo lungometraggio cinematografico tratto dalla serie animata Motu Patlu.

## Trama
Motu e Patlu devono aiutare Guddu, un leone da circo, a ritornare nella giungla, dominata da un malvagio bracconiere chiamato Narsimha. Il gruppo si allea con gli animali per combatterlo e ristabilire la pace.

## Distribuzione
Il film è stato distribuito nelle sale indiane il 14 ottobre 2016, in oltre 700 proiezioni in tutta l'India.
In Italia il film è stato trasmesso dalla piattaforma di streaming Netflix in versione sottotitolata.

## Accoglienza
The Times of India diede al film 3 stelle. DNA diede al film 2 stelle. The Economic Times diede al film 3 stelle.